# Malformazione adenomatoide cistica
La malattia adenomatoide cistica congenita del polmone è una patologia congenita di causa ad oggi ignota che consiste nella malformazione benigna del polmone con alterazione dello sviluppo dei bronchioli terminali che subiscono una trasformazione cistica.
Può essere classificata, secondo la classificazione di Stocker, in 3 tipologie:
- tipo I: caratterizzata da grosse cisti
- tipo II: caratterizzata da cisti medio-piccole
- tipo III:caratterizzata da tessuto microcistico.

La diagnosi è tramite radiografia del torace, risonanza magnetica e tomografia computerizzata.
Nel 90% dei casi la malformazione è asintomatica, ma viene comunque sottoposta ad intervento per il rischio di infezioni ricorrenti, per il rischio di trasformazione maligna, e per le problematiche respiratorie che potrebbe causare.